# Cyclocross Diegem 2013
De 37e editie van de Cyclocross Diegem in Diegem werd gehouden op 29 december 2013. De wedstrijd maakte deel uit van de Superprestige veldrijden 2013-2014. De titelverdediger was de Belg Niels Albert. Die werd dit jaar geklopt door zijn landgenoot Sven Nys.

## Mannen elite

### Uitslag
| Plaats | Naam              | Ploeg                     | Tijd     |
| ------ | ----------------- | ------------------------- | -------- |
| 1      | Sven Nys          | Crelan-Euphony            | 1u02'41" |
| 2      | Tom Meeusen       | Telenet-Fidea             | + 21"    |
| 3      | Niels Albert      | BKCP-Powerplus            | + 45"    |
| 4      | Zdeněk Štybar     | Omega Pharma-Quick-Step   | + 1'04"  |
| 5      | Martin Bína       | KwadrO-Stannah            | + 1'08"  |
| 6      | Lars van der Haar | Rabobank Development Team | + 1'18"  |
| 7      | Rob Peeters       | Telenet-Fidea             | z.t.     |
| 8      | Philipp Walsleben | BKCP-Powerplus            | + 2'01"  |
| 9      | Marcel Meisen     | KwadrO-Stannah            | + 2'04"  |
| 10     | Jim Aernouts      | Sunweb-Napoleon Games     | + 2'07"  |
| 11     | 0                 |                           |          |
| 12     | 0                 |                           |          |
| 13     | 0                 |                           |          |
| 14     | 0                 |                           |          |
| 15     | 0                 |                           |          |

| Pos. | Punten |
| ---- | ------ |
| 1    | 80     |
| 2    | 60     |
| 3    | 40     |
| 4    | 30     |
| 5    | 25     |
| 6    | 20     |
| 7    | 17     |
| 8    | 15     |
| 9    | 12     |
| 10   | 10     |
| 11   | 8      |
| 12   | 5      |
| 13   | 4      |
| 14   | 2      |
| 15   | 1      |

 Cyclocross Ruddervoorde · 
 Cyclocross Zonhoven · 
 Bollekescross · 
 Cyclocross Asper-Gavere · 
 Cyclocross Gieten · 
 Cyclocross Diegem · 
 Vlaamse Aardbeiencross · 
 Noordzeecross